# Nawaphon
Nawaphon (Thai ขบวนการนวพล,  RTGS: Khabuan Kan Nawaphon, kann sowohl mit „Neue Kraft“ oder „Kraft der Neun“ (Anspielung auf König Rama IX.) übersetzt werden) war eine rechtsextreme patriotisch-buddhistische und antikommunistische Bewegung, die während der Mitte der 1970er-Jahre in Thailand aktiv war. Nawaphon war aktiv gegen die parlamentarische Demokratie gerichtet, die nach dem Volksaufstand 1973 einen Durchbruch erringen konnte.

## Gründung
Nawaphon wurde 1974 durch Wattana Kiewvimol initiiert, nachdem er vorher Leiter der thailändischen Studentenorganisation in den USA und von der Seton Hall University nach Thailand zurückgekehrt war. Die Gründung wurde vom Kommando für Operationen der Inneren Sicherheit (ISOC; 1974 hervorgegangen aus dem Kommando für Operationen zur Kommunistenbekämpfung, CSOC) der Thailändischen Streitkräfte und dem Innenministerium unterstützt.

## Geschichte
Nawaphon zog mit Hilfe verdeckter Unterstützung des Militärs viele Unterstützer an, die dem Aufruf zur Unterstützung von Nation, Religion und Monarchie folgten, die sie durch linksgerichtete Gruppen gefährdet sahen. Der Gruppe wurden Beziehungen zu reichen Geschäftsleuten, Politikern, dem Nationalen Sicherheitsrat und dem thailändischen Militärgeheimdienst nachgesagt. Unter ihren Anhängern waren vor allem Händler, Geschäftsleute und Mönche, die Demokratie und gesellschaftlichen Wandel ablehnten, da sie um ihre Privilegien fürchteten. Der Organisation stand der bekannte Mönch Kittiwuttho Bhikkhu nahe, von dem der berüchtigte Ausspruch stammt, dass es keine Sünde sei, Kommunisten zu töten. Auf dem Höhepunkt ihrer Popularität hatte die Bewegung 500.000 Mitglieder.
Die durch die Agitation der Nawaphon mitausgelöste Stimmung führte zwischen dem 4. und 6. Oktober 1976 schließlich zum Massaker an 46 Menschen, meist Studenten der Thammasat-Universität auf dem Bangkoker Campus und dem Sanam Luang. Anschließend übernahm das Militär nach einem Staatsstreich die Regierung des Landes. Der Richter Tanin Kraivixien, ein Mitglied von Nawaphon, wurde als Ministerpräsident eingesetzt. Nach der Wiederherstellung des Einflusses des Militärs wurde Nawaphon mehr und mehr als Vehikel angesehen, dass den persönlichen Ambitionen einzelner höherer Offiziere diente, und nahm an Einfluss ab.